# 2002 AA29
2002 AA29 — невеликий навколоземний астероїд відкритий 9 січня 2002 року за допомогою автоматичного дослідження неба LINEAR (Lincoln Near Earth Asteroid Research).
Діаметр астероїда становить лише близько 50—110 метрів. Він обертається навколо Сонця по майже круговій орбіті, дуже схожій на орбіту Землі. Це лежить здебільшого всередині орбіти Землі, яку вона перетинає поблизу найвіддаленішої точки астероїда від Сонця, афелії. Через цю орбіту його відносять до групи Атона, названої на честь її найбільшого представника — астероїда Атона.
Іншою характеристикою є те, що його середній орбітальний період навколо Сонця точно відповідає одному зоряному року. Це означає, що він пов'язаний і взаємодіє із Землею, оскільки така орбіта стабільна лише за певних умов. На сьогодні відомо лише кілька таких астероїдів, які взаємодіють із Землею в орбітальному резонансі 1:1. Першим був 3753 Круїтні, відкритий у 1986 році. Астероїди, які перебувають у резонансі 1:1 із планетою, також називаються коорбітальними об'єктами, оскільки вони рухаються по орбіті планети. Найчисленнішими і найвідомішими коорбітальними астероїдами на одній орбіті є так звані троянці, які перебувають у точках Лагранжа L4 і L5 відповідної планети, однак 2002 AA29 не є одним із них. Натомість він рухається так званою підковоподібною орбітою вздовж орбіти Землі.

## Орбіта

### Орбітальні дані

Орбіти 2002 AA _{29} і Землі навколо Сонця в перпендикулярному вигляді екліптики; Зображення: JPL

Вчені з Лабораторії реактивного руху (JPL), Університету Атабаски (Канада), Університету Квінс у Кінгстоні (Онтаріо, Канада), Йоркського університету в Торонто та обсерваторії Туорла в Університеті Турку у Фінляндії ідентифікували незвичайну орбіту 2002 AA29 і у подальшому дослідили на канадсько-французько-гавайському телескопі на Гаваях.

Орбіти 2002 AA _{29} і Землі навколо Сонця, огляд збоку. Зображення: JPL

Його орбіта здебільшого знаходиться в межах орбіти Землі, на відміну від орбіт більшості астероїдів у так званому поясі астероїдів між Марсом і Юпітером або навіть далі від орбіти Нептуна в так званому поясі Койпера. Орбіта дуже схожа на орбіту Землі. Середній орбітальний період становить один зоряний рік, а напівсередня вісь дорівнює 0,993 AE. Орбіта астероїда є майже круговою і має ексцентриситет 0,012 навіть менший, ніж орбіта Землі 0,0167. Інші навколоземні астероїди, відомі на момент відкриття (у 2002 році), мали в середньому значно більший ексцентриситет 0,29. Крім того відомі на той час астероїди в резонансі 1:1 із Землею також демонстрували сильно еліптичні орбіти — ексцентриситет 3753 Круїтні наприклад, становить 0,515.
Орбіта 2002 AA29 була унікальною на момент відкриття, тому астероїд часто називали першим справжнім коорбітальним супутником Землі, оскільки орбіти інших астероїдів, відкритих до нього, не дуже схожі на орбіту Землі. Нахил орбіти проти екліптики (площини орбіти Землі) з 2002 AA29 помірний при 10,7°. Таким чином, його орбіта трохи нахилена відносно орбіти Землі, інакше обидві орбіти лежали б прямо одна на одній.

### Форма орбіти

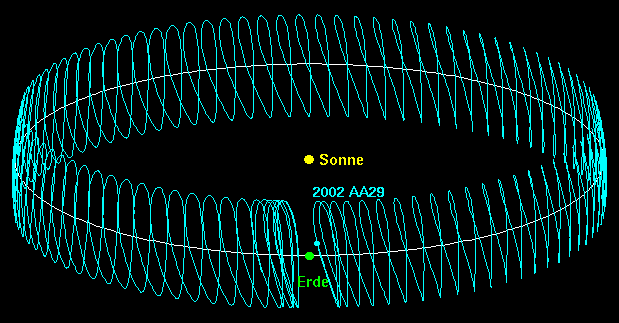
Підковоподібна орбіта 2002 AA _{29} вздовж орбіти Землі протягом 95 років, якщо дивитися з орбітальної системи орбіти Землі, що рухається разом; Зображення: JPL

На відміну від троянців, 2002 AA29 не потрапив у пастку в жодній із двох стабільних точок Лагранжа на орбіті Землі (L4 або L5), а рухається туди-сюди, якщо дивитися із Землі. Здається, він наближається до Землі спереду, потім, протягом 95 років, описує дугу кола (позаду Сонця) майже на 360° і, нарешті, наближається до неї ззаду. Потім він змінює свій рух і знову наближається до землі ще через 95 років. Форма дуги нагадує підкову, звідси і назва підковоподібна орбіта для її орбіти, яка видно із системи відліку, що рухається разом. Коли він рухається вздовж орбіти Землі, він звивається навколо неї по спіралі, у якій кожна петля спіралі займає один рік. Така поведінка також запобігає зіткненню 2002 AA29 із Землею. Цей спіральний рух (у системі відліку Земля — Сонце), спричинений ексцентриситетом і нахилом орбіти, які трохи відхиляються відносно орбіти Землі, при цьому різниця в нахилі орбіти відповідає за вертикальну частину, а ексцентриситет — за горизонтальну частину. прогнозований спіральний рух.
Коли 2002 AA29 наближається до Землі спереду (тобто в напрямку земної орбіти і рухається трохи повільніше, завдяки чому Земля його наздоганяє), його гравітаційне тяжіння тягне його на трохи швидшу орбіту, розташовану трохи ближче до Сонця. Тепер він поспішає попереду Землі на своїй орбіті, поки через 95 років майже не омине її і знов не наблизиться до неї ззаду. Після він знову потрапляє під її гравітаційний вплив і таким чином піднімається на повільнішу орбіту трохи далі від Сонця. У результаті він більше не може встигати за швидкістю Землі, поки вона знову не наздожене його через 95 років. Земля і 2002 AA29 завжди по черзі переслідують одне одного, але ніколи не наближаються настільки, щоб порушити схему.
На момент його відкриття 2002 AA29 наближався від лиця Землі і було видно на ранковому небі. 8 числа 1 січня 2003 року астероїд наблизився до Землі на відстань 5,9 мільйона кілометрів, що стало його максимальним наближенням за майже століття. Відтоді він біжить попереду, поки не досягне максимального зближення ззаду 11 липня 2097 року на відстані 0,037712 а. о. (5 641 600 км). У результаті тонкої взаємодії із Землею немає необхідності хвилюватися, що цей астероїд коли-небудь може зіткнутися із нею, як і інші навколоземні крейсери. Розрахунки показують, що протягом наступних кількох тисячоліть він ніколи не наблизиться до Землі ближче ніж на 4,5 мільйона кілометрів, що приблизно в 12 разів перевищує відстань від Землі до Місяця.
Для порівняння, більший коорбітальний супутник (419624) 2010 SO16 наближається лише на 50-кратну відстань до Місяця. Для відстані між точками підкови йому потрібно 175 років.

Квазісупутникова орбіта 2002 AA_{29} у 2589 році, якщо дивитися перпендикулярно до екліптики. Ліва сторона показує орбіти 2002 AA_{29} і Землі з системи відліку в стані спокою, права сторона показує ту саму орбіту 2002 року збільшеною 2002 AA_{29} при огляді з системи відліку, що рухається разом з орбітальним рухом Землі; Зображення: JPL

Через нахил орбіти 10,739° до екліптики Земля не завжди змушує 2002 AA29 обертатися підковоподібною орбітою, але іноді може вислизнути з цієї схеми. Потім він на деякий час залишається в пастці біля Землі, наступного разу це станеться приблизно через 600 років, приблизно в 2600 році, тобто у XXVI столітті. Тоді він постійно залишатиметься на меншій відстані від Землі, ніж досягає орбіти на своїй підковоподібній орбіті, не більше 0,2 а. о. (30 млн км) від Землі. Якщо дивитися з Землі, то він повільно обертатиметься, майже як другий місяць, однак для одного обертання потрібен рік. Приблизно через 45 років він нарешті повертається на підковоподібну орбіту, а потім знову залишається поблизу Землі протягом 45 років приблизно в 3750 році і знову близько 6400 року. У цих фазах, коли він залишається за межами своєї підковоподібної орбіти, він коливається у вузькій області вздовж орбіти Землі, рухається туди-сюди 15 років. Оскільки він не пов'язан так міцно із Землею, як Місяць, а перебуває переважно під гравітаційним впливом Сонця, ці тіла називаються квазісупутниками. Це приблизно аналогічно двом автомобілям, які рухаються поруч з однаковою швидкістю, обганяючи один одного, але не міцно прикріплені один до одного.
Розрахунки орбіти показують, що в 2002 AA29 існує вже приблизно з 520 року нашої ери і перебував на цій квазісупутниковій орбіті протягом 45 років, але через свій крихітний розмір він був надто слабким і тому невидимим. Таким чином, він майже циклічно змінюється між двома формами орбіти, але завжди залишається на квазісупутниковій орбіті протягом 45 років. За межами періоду приблизно з 520 по 6500 рік нашої ери. Обчислені орбіти стають хаотичними, тобто не піддаються обчисленню, тому неможливо дати точну інформацію про періоди, що виходять за межі цього. 2002 AA29 був першим відомим небесним тілом, яке чергувало орбіту підкови та квазісупутника.

## Походження
Збурення орбіти великих газоподібних планет, головним чином Юпітером, і ефект Ярковського (зміна орбіти внаслідок асиметричного проникнення та викиду інфрачервоного випромінювання) відхиляють астероїди у внутрішню частину Сонячної системи, де на їхні орбіти можуть додатково впливати близькі прольоти внутрішніх планети. Відповідно до цього механізму, 2002 AA29, ймовірно, також потрапив у сферу впливу Землі з зовнішньої частини Сонячної системи. Однак також припускають, що астероїд утворився поблизу орбіти Землі і завжди подорожував навколоземною орбітою. Однією з можливостей у цьому випадку є те, що це міг бути фрагмент, який відлетів від зіткнення астероїда середнього розміру із Землею чи Місяцем.

## Фізичні властивості
Про сам 2002 AA29 відомо відносно небагато. Через низьку абсолютну зоряну величину близько 25 він виглядає лише як маленька крапка із Землі, навіть за допомогою великих телескопів, і його можна спостерігати лише за допомогою високочутливих камер CCD. Щоб побачити точку найближчого підходу у січні 2003 року його видима зоряна величина становила близько 20,4.
Поки нічого конкретного про склад 2002 AA29 не відомо. Однак через його близькість до сонця він не може складатися з летких речовин, таких як, наприклад, водяний лід, оскільки він буде танути, випаровуватися або сублімуватися, що можна чітко спостерігати, наприклад, на хвостах комет. Імовірно, як і більшість астероїдів, він матиме темну вуглисту або трохи світлішу силікатну поверхню; у першому випадку альбедо буде приблизно 0,05, в останньому трохи вище від 0,15 до 0,25. Через цю невизначеність дані про його діаметр мають відносно великий діапазон.
Базуючись на абсолютній величині 23,9, визначеній під час відкриття, діаметр визначено як 50, припускаючи типове альбедо 0,18 метрів. Радарні ехо-вимірювання за допомогою радіотелескопа «Аресібо» показали максимальний діаметр 30 метрів і максимальним періодом обертання 33 хвилин. Однак це вимірювання є предметом великої невизначеності, оскільки було зафіксувано лише несподівано слабке радіолокаційне відлуння, що означає або менший розмір, ніж оцінюється, або слабке відбивання радіохвилі, слабке радіолокаційне відлуння. У першому випадку він мав би мати надзвичайно високе альбедо. Це було б доказом на підтримку припущень, що він або, принаймні, матеріал, з якого він складається, відрізняється від більшості інших астероїдів, виявлених досі на навколоземних орбітах, або являє собою фрагмент, відкинутий в результаті зіткнення астероїда середнього розміру з Землею або Місяцем. Крім того, існують невизначеності у визначенні візуальної абсолютної яскравості за різними спостереженнями. Можливий діапазон візуальної абсолютної величини допускає діаметри від 16 до 60 метрів, що призводить до різного альбедо.
Це також ускладнює класифікацію 2002 AA29, оскільки вона виконується з використанням припущеного значення альбедо. Це, своєю чергою, характерно для певних класів. Можлива класифікація з 2002 AA29 типу C або S. Найімовірнішим класом є S, 2002 AA29 буде слабко відображати радар.
Як зазначено вище, період ротації 2002 AA29 дуже короткий. Астероїд обертається настільки швидко, що відцентрова сила на його поверхні перевищує силу тяжіння. Тому він перебуває під напругою розтягування і, отже, не може складатися з купи нещільно пов'язаних уламків або кількох орбітальних фрагментів, що, як підозрюють, походить від деяких інших астероїдів або також було доведено, наприклад, у випадку з астероїдом (69230) Гермес. Натомість тіло повинно складатися з єдиного відносно твердого брила каменю або шматків, злегка зліплених разом. Однак міцність на розрив, необхідна для утримання астероїда разом, набагато менша, ніж у земної породи. Дані радара також дозволяють зробити висновок, що астероїд, ймовірно, досить пористий.

## Світогляд
Завдяки орбіті, дуже схожій на Землю, астероїд відносно легко доступний для космічних зондів. Таким чином, 2002 AA29 був би придатним об'єктом для детальнішого дослідження структури та складу астероїдів і тимчасового розвитку їхніх орбіт навколо Сонця. Однак, оскільки зараз він знову віддаляється від Землі, необхідні енергії для запуску та час польоту знову збільшуються.
Інші такі коорбітальні супутники Землі, які перебувають на підковоподібних шляхах або на орбіті як квазісупутники, вже були знайдені тим часом, наприклад квазісупутник 2003 YN107. Крім того, навколо точок Лагранжа L4 і L5 системи Земля — Сонце підозрюються малі троянські компаньйони діаметром близько 100 метрів. Земний троянець 2010 TK7 був виявлений і підтверджений у 2010—2011 роках зараз він прив'язаний до L4, однак його діаметр становить близько 300 м, що значно перевищує передбачуваний розмір наземного троянця.

## Пов'язані об'єкти
- 6Q0B44E[en]
- 2006 RH120
- 2003 YN107 — квазісупутник Землі
- 2010 TK7 — троянський супутник Землі на орбіті
- 3753 Круїтні
- 2001 GO2[en]
- 2006 JY26[en]
- (419624) 2010 SO16
- 2012 FC71[en]

## Веб-посилання

### Стаття
- Детальна стаття групи дослідників про астероїд

### Бази даних
- Дані орбіти 2002 AA 29 з бази даних MPEC
- 2002 AA 29 фізичні дані з бази даних EARN
- База даних орбітальних елементів астероїдів обсерваторії Лоуелл

## Деталізації
1. 1 2 3 4 5 6 7 8 9 10  M. Connors et al.: Discovery of an asteroid and quasi-satellite in an Earth-like horseshoe orbit. in: Meteoritics & Planetary Science. Allen Press, Lawrence Kan 37.2002, 10, 1435—1441.Bibcode: 2002M&PS...37.1435C (englisch)
2. ↑  Asteroid 2010 SO16 is following Earth in its orbit around sun. earthsky.org. 6 квітня 2011. Процитовано 10 квітня 2011.
3. 1 2  R. Brasser et al.: Transient co-orbital asteroids. In: Icarus. Elsevier, San Diego 171.2004, 9, p102–109. ISSN 0019-1035 (Englisch, online auf dem Icarus-Server: doi:10.1016/j.icarus.2004.04.019).
4. 1 2 3 4 5 6 7 8  Steven J. Ostro et al.: Radar detection of Asteroid 2002 AA29. In: Icarus. Elsevier, San Diego 166.2003, 12, p271–275. ISSN 0019-1035 (Englisch, online auf dem Icarus-Server: doi:10.1016/j.icarus.2003.09.001).
5. ↑  M. Connors et al.: Horseshoe Asteroids and Quasi-satellites in Earth-like Orbits. In: 35th Lunar and Planetary Science Conference, 15.–19. März 2004. League City Texas 2004, 3., Abstract Nr. 1565 (Englisch, PDF; 933 kB).